# Augochlora transversalis
Augochlora transversalis är en biart som beskrevs av Sandhouse och Cockerell 1924. Augochlora transversalis ingår i släktet Augochlora och familjen vägbin. Inga underarter finns listade.